# 1-я Сестрорецкая улица
Пе́рвая Сестроре́цкая у́лица (1-я Сестроре́цкая у́лица) — улица на севере Москвы, в микрорайоне Новоподрезково Молжаниновского района Северного административного округа параллельно Ленинградскому шоссе, выходит на Комсомольскую улицу, на улице есть автобусные остановки (две), «1-я Сестрорецкая улица».

## Происхождение названия
Улица названа по городу Сестрорецк Курортного района Санкт-Петербурга в связи с расположением на северо-западе Москвы. До 1986 года называлась улица Суворова, в память о полководце А. В. Суворове (1730—1800), в бывшем посёлке городского типа Новоподрезково, часть которого (8 улиц), в 1985 году, вошла в состав Ленинградского района Москвы.

## Описание
1-я Сестрорецкая улица начинается от юго-восточного края бывшего посёлка городского типа Новоподрезково, от микрорайона Молжаниновка, проходит, по Москве, на северо-запад параллельно 3-й Подрезковской (справа) и 2-й Сестрорецкой (слева) улицам, далее слева примыкают Новозаводская, Московская и Транспортная улицы (все относятся к Подрезково городского округа Химки Московской области). Выходит на Комсомольскую улицу, напротив Московского садового некоммерческого товарищества (СНТ) «Метростроевец».
На 900 метровом участке, от микрорайона Молжаниновка, на 1-я Сестрорецкой, отсутствуют: тротуары, велосипедные дорожки, станций велопроката, велосипедные парковки, пешеходные переходы, стелы пешеходной навигации и частично освещение.

## Дома и строения
На 1-й Сестрорецкой расположены дома и строения (здания и сооружения):
- чётная сторона: дом № 2; дом № 4; дом № 6; дом № 6А — учебный корпус, на 1 100 мест, школы «Перспектива» (строительные работы завершены в 2023 году); дом № 6Б — детский сад, на 350 мест, школы «Перспектива» (строительные работы завершены в 2023 году); дом № 8; дом № 10; дом № 12; дом № 14; дом № 18; дом № 20; дом № 22; дом № 26; дом № 28.
- нечётная сторона: дом № 1; дом № 3; дом № 5; дом № 7; дом № 9; дом № 11; дом № 13; дом № 13 (строение № 2); дом № 15; дом № 17; дом № 19; дом № 21; дом № 23; дом № 25; дом № 27.

## Транспортное обслуживание

### Автобусное
По улице (от примыкания с Комсомольской улицей) на протяжении 540 метров проходит московский автобус по маршрутам: № 283 («Речной вокзал»), № 283К («Ховрино»), № 865К («Планерная»), останавливаясь на остановках «1-я Сестрорецкая улица», далее по улице (900 метров) общественный транспорт не проходит.

### Железнодорожное
Ближайшие станции «Новоподрезково» и «Подрезково» на главном ходу Ленинградского направления Октябрьской железной дороги, между станциями «Молжаниново» и «Сходня».